# Gli Dei di Mosca
Gli Dei di Mosca (Dancing with Bears) è un romanzo fantascientifico del 2011 scritto dall'autore americano Michael Swanwick. È stato tradotto e distribuito in Italia nel 2014 dalla casa editrice Antonio Tombolini Editore, nella collana Vaporteppa .
Il libro riprende i due personaggi di Darger e Surplus, introdotti nel racconto del 2001 The Dog Said Bow-Wow, vincitore del Premio Hugo per il miglior racconto breve del 2002. L'ambientazione del romanzo è una distopia postapocalittica nella quale la tecnologia predominante è l'ingegneria genetica. L'opera ricade nel genere fantascientifico nonostante non sia fantascienza hard e possieda un sapore fantastico, perché, secondo lo stesso autore, le deviazioni dalla realtà rientrano nello spettro del possibile.

## Trama
Gli Dei di Mosca segue le avventure di Darger e Surplus, una coppia di truffatori. Con menzogne e inganni si sono infiltrati in una carovana di Bisanzio, diretta in Russia per portare un dono senza prezzo, sette spose geneticamente modificate per essere perfette, al Duca di Mosca. Lo scopo di Darger e Surplus è di sfruttare la posizione ottenuta nella spedizione diplomatica per imbastire una truffa ai danni del Duca e fuggire con un sacco di soldi. Il viaggio è pieno di ostacoli e la carovana viene quasi annientata, ma i problemi veri cominciano con l'arrivo a Mosca: ottenere di incontrare il Duca è impossibile. Tra mostruosità dimenticate che complottano nel sottosuolo e con le promesse spose del Duca che scalpitano, i due truffatori si troveranno immischiati in una rivoluzione inaspettata.